# Бальдамус, Август Карл Эдуард
Август Карл Эдуард Бальдамус (нем. August Carl Eduard Baldamus; 18.4.1812, Гирслебен — 30.10.1893, Вольфенбюттель) — немецкий орнитолог и богослов.

## Биография
Август Карл Эдуард Бальдамус окончил Берлинский университет, где изучал богословие. Затем был сперва учителем гимназии, потом пастором.
Наряду с И. Ф. Науманом и О. Ф. фон Хомайером стал одним из инициаторов создания в 1850 году в Лейпциге общества немецких орнитологов.
Вместе с Блазиусом он обрабатывал окончание науманновской «Naturgeschichte der Vögel Deutschlands», и написал: «Illustriertes Handbuch der Federviehzucht» (2 изд., 2 т., Дрезд., 1881); «Vogelmärchen» (Дрезд., 1876), «Das Hausgeflügel» (Дрезд., 1882). С 1849 по 1858 годы Бальдамус издавал «Naumania. Archiv für Ornithologie».